# فو چی فا
فو چی فا (به لاتین: Phu Chi Fa) یک کوه در تایلند است که در Tap Tao واقع شده‌است. فو چی فا ۱٬۴۴۲ متر بالاتر از سطح دریا واقع شده‌است.